# Totlast
Als Totlast, auch Totgewicht oder Tote Last, in der Fördertechnik die Last, die aus dem Gesamtgewicht der zur Förderung erforderlichen Fördermittel gebildet wird. Die Totlast ist die minimale Last, die in einer Förderanlage auftritt. Die Totlast bildet zusammen mit der Nutzlast die Gesamtlast einer Förderanlage. Im Transportwesen bezeichnet man als Totlast das Gewicht, das mit der Nutzlast mittransportiert werden muss.

## Grundlagen und Zusammensetzung
Damit eine Nutzlast von einem Punkt zu einem anderen Punkt gefördert werden kann, sind bestimmte Fördermittel erforderlich, mit denen die Nutzlast bewegt werden kann. Bei einfachen Förderanlagen ist dies nur das jeweilige Fahrzeug, mit dem die Nutzlast transportiert wird. Bei Hub- und Zuggeräten werden am Hebezeug angebrachte Lastaufnahmemittel, wie z. B. Traversen oder Greifer zum Bewegen der Nutzlast, benötigt. Bei Schachtförderanlagen muss ein größerer Aufwand betrieben werden, um eine Nutzlast hin und her zu bewegen. Die dort verwendeten Fördermittel sind das Förderseil, die Zwischengeschirre sowie die Fördergefäße oder Fördergestelle. Hinzu kommen auch eventuell benötigte Förderwagen, die einen Teil der Totlast bilden. Aber auch Verschmutzungen der Fördermittel, die das Gewicht unnötig erhöhen und mit transportiert werden, wie z. B. Anbackungen an den Wänden von Fördergefäßen, zählen zur Totlast einer Förderanlage. Alle diese Fördermittel und Gegenstände haben ein Gewicht, das von der Antriebsmaschine der Förderanlage bewegt werden muss. Die Totlast einer Förderanlage hat deshalb einen Einfluss auf den Energiebedarf der Förderanlage.

## Nutzlast/Totlast-Verhältnis
Um mit einer Förderanlage eine möglichst große Nutzlast effektiv fördern zu können, ist es wichtig, dass die Anlage ein günstiges Verhältnis von Nutzlast zu Totlast hat. Dabei sollte die Totlast stets gering sein, sodass das Verhältnis von Nutzlast zu Totlast möglichst groß ist. Hierdurch ist die Leistungsfähigkeit einer Förderanlage positiv beeinflussbar. Bei Fahrzeugen wie z. B. Muldenkippern liegt das Nutzlast/Totlast Verhältnis bei 3,6 zu 1. Auch Bandfördersysteme haben, aufgrund ihrer leichten und einfachen Konstruktion, ein geringes Totlast/Nutzlast Verhältnis. Anders sieht es bei Schachtförderanlagen aus. Hier liegt das Nutzlast/Totlast Verhältnis, je nach Förderanlage, zwischen 1 zu 0,9 bis 1 zu 1,6. Maßgeblichen Einfluss auf dieses Verhältnis hat die Länge des Förderseiles. Mit zunehmender Teufe erhöht sich das Eigengewicht des Förderseils und somit erhöht sich die Totlast. Das hat zur Folge, dass das Nutzlast/Totlast Verhältnis sinkt. Aber auch die Art der Schachtförderung hat einen Einfluss auf Verhältnis von Nutzlast zu Totlast. So haben Gestellförderungen ein schlechteres Nutzlast/Totlast Verhältnis als Gefäßförderungen.

## Totlastverringerung
Durch die Verringerung der Totlast ist es möglich, innerhalb bestimmter Grenzen, die Nutzlast zu erhöhen. Insbesondere bei Schachtförderanlagen mit großen Teufen ist es sehr wichtig, die Totlast zugunsten einer Erhöhung der Nutzlast zu verringern. Dies lässt sich durch den Einsatz von Werkstoffen mit höherer Festigkeit erreichen. Da die einzelnen Komponenten bergbehördlichen Vorgaben wie Seilsicherheit und Sicherheitswerten für Fördergerüste unterliegen, muss die jeweilige Förderanlage zusätzlich überprüft werden, ob eine Reduzierung der Totlast zugunsten der Erhöhung der Nutzlast möglich und zulässig ist. Eine weitere Möglichkeit zur Totlastverringerung ist die regelmäßige Reinigung der Fördermittel von Verunreinigungen wie z. B. Anbackungen von Schüttgütern.